# Caulanthus crassicaulis
Caulanthus crassicaulis là một loài thực vật có hoa trong họ Cải. Loài này được (Torr.) S.Watson mô tả khoa học đầu tiên năm 1871.